# Andreas Heymann
Andreas Heymann (ur. 26 grudnia 1966 w Erlabrunn) – niemiecki biathlonista, reprezentujący też barwy NRD i Francji, brązowy medalista mistrzostw świata.

## Kariera
W Pucharze Świata zadebiutował 8 stycznia 1987 roku w Borowcu, zajmując 18. miejsce w biegu indywidualnym. Tym samym już w debiucie zdobył pierwsze punkty. W kolejnych startach kilkukrotnie plasował się w czołowej dziesiątce, jednak nigdy nie stanął na podium zawodów indywidualnych. Najwyższą pozycję w zawodach tego cyklu wywalczył 28 stycznia 1989 roku w Ruhpolding, gdzie był siódmy w sprincie. Najlepsze wyniki osiągnął w sezonie 1988/1989, kiedy zajął 18. miejsce w klasyfikacji generalnej.
Na mistrzostwach świata w Feistritz w 1989 roku wspólnie z André Sehmischem, Raikiem Dittrichem i Steffenem Hoosem wywalczył brązowy medal w biegu drużynowym. Był to jego jedyny medal na międzynarodowej imprezie tej rangi. W tej samej konkurencji był też czwarty na mistrzostwach świata w Lahti w 1991 roku oraz siódmy podczas mistrzostw świata w Osrblie w 1997 roku i rozgrywanych rok później mistrzostw świata w Hochfilzen/Pokljuce. Indywidualnie w zawodach tego cyklu nigdy nie znalazł się w czołowej trzydziestce. Brał też udział w igrzyskach olimpijskich w Nagano w 1998 roku, gdzie zajął 57. miejsce w biegu indywidualnym, 69. w sprincie i siódme w sztafecie.
Jego żoną była francuska biathlonistka Delphyne Burlet, jednak rozwiedli się. Mieszka we Francji, ożenił się po raz drugi, ma trójkę dzieci. Pracuje jako trener.

## Osiągnięcia

### Igrzyska olimpijskie
| Rok  | Miejscowość | Konkurencje | Konkurencje | Konkurencje | Konkurencje | Konkurencje | Konkurencje | Konkurencje |
| Rok  | Miejscowość | IN          | SP          | PU          | MS          | RL          | MR          | SR          |
| ---- | ----------- | ----------- | ----------- | ----------- | ----------- | ----------- | ----------- | ----------- |
| 1998 | Nagano      | 57.         | 69.         | nd.         | nd.         | 7.          | nd.         | –           |

### Mistrzostwa świata
| Rok  | Miejscowość         | Konkurencje | Konkurencje | Konkurencje | Konkurencje | Konkurencje | Konkurencje | Konkurencje |
| Rok  | Miejscowość         | IN          | SP          | PU          | MS          | RL          | MR          | SR          |
| ---- | ------------------- | ----------- | ----------- | ----------- | ----------- | ----------- | ----------- | ----------- |
| 1989 | Feistritz           | –           | –           | nd.         | nd.         | –           | nd.         | –           |
| 1991 | Lahti               | –           | –           | nd.         | nd.         | –           | nd.         | –           |
| 1997 | Osrblie             | 51.         | –           | –           | nd.         | –           | nd.         | –           |
| 1998 | Hochfilzen/Pokljuka | nd.         | nd.         | –           | nd.         | nd.         | nd.         | –           |
| 1999 | Kontiolahti/Oslo    | 68.         | 55.         | 40.         | –           | 12.         | nd.         | –           |
| 2000 | Oslo/Lahti          | 58.         | –           | –           | –           | 10.         | nd.         | –           |

### Puchar Świata

#### Miejsca w klasyfikacji generalnej
| Sezon     | Miejsce |
| --------- | ------- |
| 1986/1987 | 49.     |
| 1988/1989 | 18.     |
| 1989/1990 | 57.     |
| 1990/1991 | 26.     |
| 1996/1997 | -       |
| 1997/1998 | 50.     |
| 1998/1999 | 50.     |
| 1999/2000 | -       |

#### Miejsca na podium chronologicznie
Heymann nigdy nie stanął na podium indywidualnych zawodów PŚ.